# Center (hrabstwo Outagamie)
Center – miasto w Stanach Zjednoczonych, w stanie Wisconsin, w hrabstwie Outagamie.